# Francisco Lage
Francisco Lage Pessoa (Ferros, 18 de março de 1917 - 7 de abril de 1989), também conhecido como Padre Lage, foi um padre e político brasileiro.
Seu pai morreu com apenas 33 anos de idade, o que trouxe dificuldades econômicas para uma família de cinco filhos. Desse modo a família teve que residir na casa do avô.
Depois sua mãe tornou-se professora e trabalhava como costureira para ajudar a sustentar a família.
Francisco, começou a trabalhar com apenas 12 anos, vendendo quitandas e goiabada.
Em março de 1930, ingressou no Seminário de Mariana, a convite de um padre o qual era amigo. Após se destacar em seus estudos, decidiu ir para o Seminário Maior dos Padres Vicentinos em Petrópolis, onde exercia suas funções na igreja e criou conhecimento sobre a filosofia. Lage era engajado com causas sociais, e isto levou a criar a revista "Ecos da Província", voltada a Província Brasileira dos Padres Vincentinos.
Depois da ordenação como sacerdote, retornou para Mariana e atuou como professor. Depois, se mudou para a Bahia e depois voltou para o estado de Minas, fixando-se em Belo Horizonte onde fez trabalho social na Vila dos Marmiteiros, na região noroeste da capital. Lutava por melhores condições de vida de moradores de comunidades, já tendo auxiliado em trabalhos onde auxiliou a fundar sindicatos rurais e apoiar a reforma agrária.
Em setembro de 1962, a Revista Manchete publicou uma entrevista com Padre Lage, com o título "Cristo e Marx". Ele dizia que um dos maiores equívocos daquele tempo era o que separava a Igreja de Cristo da doutrina econômica de Marx e afirmava que Cristo e Marx haviam querido a mesma coisa. Só que Marx cometera a injustiça de dizer que a religião era o ópio do povo, e que se fosse possível o diálogo, Cristo diria a Marx que a sua Igreja nada tinha a ver com a injustiça.
Nas eleições de 1962, foi candidato à deputado federal pela coligação PTB/PSP/PL e se tornou suplente.
No dia 15 de março de 1964, houve um comício com a participação do governador de Pernambuco Miguel Arraes no Cine Popular de Juiz de Fora sobre as Reformas de Base. Neste dia, Padre Lage chegou ao local junto a um grupo de estudantes, mas foram impedidos de entrar pela polícia Indignado o Padre agrediu o oficial e, por isso, foi espancado e preso. Em 10 de abril de 1964, foi preso, vindo a ser torturado na prisão e libertado em maio de 1965. Banido, exilou-se no México, mas lá afastou-se da igreja, casou e teve um filho. De volta ao Brasil, foi candidato a senador em 1986 pelo PDT e se elegeu vereador em Belo Horizonte, pelo PT, em 1988.
Em 7 de abril de 1989, morreu vitimado por um infarto do miocárdio   .